# 엘리 두헤
엘리 두헤(Elley Duhé, 1992년 2월 14일 ~ )는 미국의 싱어송라이터이다. 2018년, 제드의 싱글 "Happy Now"와 그리핀의 싱글 "Tie Me Down"의 보컬을 맡으면서 본격적으로 이름을 알리기 시작했다.

## 음반 목록

### EP
- Dragon Mentality (2018)